# Zhang Yangyang
Zhang Yangyang (kinesiska: 张 杨杨), född den 20 februari 1989 i Siping i Kina, är en kinesisk roddare.
Hon tog OS-guld i scullerfyra i samband med de olympiska roddtävlingarna 2008 i Peking.